# Apatheia
Apatheia je havířovská alternativní rocková kapela, která má na svém kontě 2 alba vydaná u brněnského vydavatelství X Production.

## Členové
- Michał Feber - kytara, klavír, zpěv
- Krystian Danel - kytara, violoncello, vokály
- Krystian Szynder - basová kytara, vokály
- Sebastian Bałon - bicí

## Diskografie
- Apatheia (2006)
- Elevating Moments (2011)

## Videoklipy
| Rok  | Skladba                  | Režisér               |
| ---- | ------------------------ | --------------------- |
| 2007 | My Personal Sun          | David Spáčil (Havran) |
| 2011 | When You're Not Speaking | Martin Smékal         |
| 2012 | Keep Goin' On!           | Jakub Voženílek       |